# 4-та окрема мотострілецька бригада (РФ, Донбас)
4-та окрема мотострілецька бригада (4 ОМСБр, в/ч 40318) — збройне формування 2-го армійського корпусу окупаційних військ РФ на Донбасі. 
З 2014 по 2022 формально знаходиться у підпорядкуванні псевдореспубліки ЛНР.

## Історія
Формування було утворене на базі батальйонів «Лєший», «Вітязь», «Русь», «Моджахед», «Одесса», ГБР «Бетмен».
У червні 2017 року бере участь у боях за Жолобок, які були частиною спільних боїв за трасу Р-66 Лисичанськ — Луганськ, яку називають місцевими жителями «Бахмуткою». У ході бою за Жолобок, який перебував на лінії розмежування, зведена група 93-ї ОМБр ЗСУ провела розвідку боєм, яка зіткнулася з силами 4-ї омсбр, окремого розвідбату та спецназу ЛНР. За загоном 93-й омехбр масовано відпрацювала артилерія 122/152 мм з району Кіровська, села Красний Лиман, смт Донецький та смт Фрунзе. Сили ЛНР наступали у бік Жолобка з Донецького та Фрунзе, вийшовши на північ Жолобка та урочище Вовче за підтримки 2 БМП та БТР. 2 танки 4-й омсбр атакували 29-й блокпост ЗСУ. Спецназ ЛНР увійшов до Жолобка, у відповідь по ньому завдано удару гаубиць і мінометів 93-й ОМБр. Потім 93-а бригада контратакувала Жолобок під прикриттям димів і зробила відволікаючий удар у напрямку Кримське — Сокільники.
Під час повномасштабного вторгнення РФ в Україну в 2022 році 4-та бригада вела бої у Новотошківці та інших населених пунктах на південь від Лисичанська, згодом у районі Кремінної. Потім замінила ПВК Вагнера у районі Кліщіївки. Через погано обладнані позиції ПВК, бригада зазнала значної шкоди від артилерійського вогню ЗСУ. У тому числі загинули командир бригади полковник В'ячеслав Макаров та начальник штабу бригади.
В кінці 2022 року бригада офіційно увійшла до складу ЗС РФ, номер в/ч з 74347 змінився на 40318.

## Дислокація
Формування дислокується у Алчевську. Станом на квітень 2017 року, передислокована до Красного Луча.

## Склад
Станом на квітень 2017 року:
- мотострілецький батальйон
- мотострілецький батальйон
- мотострілецький батальйон
- танковий батальйон
- бригадна артилерійська група

## Командування
- (2015) полковник Збройних сил РФ Болгарєв Петро Миколайович[8]

## Втрати
З відкритих джерел відомо про деякі втрати 4-ї ОМСБр: